# Zale australis
Zale australis là một loài bướm đêm trong họ Erebidae.